# Sorsele landskommun
Sorsele landskommun var en tidigare kommun i Västerbottens län. Centralort var Sorsele och kommunkod 1952-1970 var 2422.

## Administrativ historik
När 1862 års kommunalförordningar trädde i kraft den 1 januari 1863 gällde detta inte socknarna i Lappland. Först den 1 januari 1875 bildades Sorsele landskommun i Sorsele socken när kommunalförordningarna började gälla även där.
Den 15 november 1935 inrättades Sorsele municipalsamhälle som upplöstes med utgången av år 1955.
Kommunreformen 1952 påverkade inte indelningarna i området, då varken Västerbottens eller Norrbottens län berördes av reformen.
1 januari 1971 ombildades landskommunen till Sorsele kommun.

### Kyrklig tillhörighet
I kyrkligt hänseende tillhörde kommunen Sorsele församling. Från 1 maj 1923 var församlingen uppdelad på två kyrkobokföringsdistrikt: Gargnäs och Sorsele. Den 1 januari 1962 utbröts Gargnäs kyrkobokföringsdistrikt ut för att bilda Gargnäs församling.

## Kommunvapnet
Blasonering: Sköld, genom ett mantelsnitt i ginstammen delad av blått och av silver, vari två korslagda blå skidor överlagda av ett blått vargspjut med röd spets, varpå trätts en blå renhornsslida, samt med röd skoning på änden.
Detta vapen är resultatet av en tävling på 1960-talet och fastställdes av Kungl. Maj:t så sent som 1970 för att 1974 registreras hos Patent- och registreringsverket enligt de nya regler för skydd av kommunala vapen som trädde i kraft det året.

## Geografi
Sorsele landskommun omfattade den 1 januari 1952 en areal av 8 006,10 km², varav 7 500,10 km² land.

### Tätorter i kommunen 1960
| Tätort  | Folkmängd |
| ------- | --------- |
| Sorsele | 1 456     |
| Gargnäs | 383       |

Tätortsgraden i kommunen var den 1 november 1960 32,2 procent.

## Politik

### Mandatfördelning i Sorsele landskommun 1938-1966
| 1 | 3 | 10 | 7 |

| 21 |

| 6 | 14 | 1 |

| 21 |

| 2 | 8 | 10 | 1 |

| 21 |

|  | 13 | 12 |

| 25 |

| 2 | 11 | 11 | 2 |

| 24 |

|  | 11 | 2 | 11 | 2 |

| 25 |

|  | 11 | 5 |  | 7 | 2 |

| 25 |

|  | 9 | 5 | 4 | 5 | 2 |  |

| 25 |